# Biondia pilosa
Biondia pilosa är en oleanderväxtart som beskrevs av Ying Tsiang och P. T. Li. Biondia pilosa ingår i släktet Biondia och familjen oleanderväxter. Inga underarter finns listade i Catalogue of Life.